# Barangaroo (metropolitana di Sydney)
Barangaroo è una stazione della Linea City & Southwest della metropolitana di Sydney, situata nel quartiere di Barangaroo.

## Storia
Il 10 novembre 2018 venne annunciato che un'imbarcazione di legno vecchia di 180 anni era stata rinvenuta durante i lavori di scavo per la stazione. 

## Strutture e impianti
La stazione sorge a 25 metri sottoterra e presenta pavimenti in terrazzo alla veneziana, 7 700 pannelli in pietra arenaria di Sydney, 10 scale mobili e otto ascensori.

## Servizi
- Ascensori
- Scale mobili